# Zilshausen
Zilshausen település Németországban, Rajna-vidék-Pfalz tartományban. Lakosainak száma 271 fő (2023. december 31.). Zilshausen Mörsdorf, Dommershausen és Lahr községekkel határos.

## Népesség
A település népességének változása:
| Lakosok száma | 293  | 297  | 284  | 282  | 271  |
|               | 2017 | 2019 | 2021 | 2022 | 2023 |